# Ампер (гора)

Гора Ампер

Гора Ампер — подводная гора в Атлантическом океане в 410 км (220 миль) к юго-западу от Португалии и в 470 км (250 миль) к западу от Марокко.
Расположена на 35°04′ северной широты и 12°57′ западной долготы. Основание горы имеет размерность 90 км × 40 км, глубина моря в этом месте достигает 4500 м. Вершина имеет сложную топографию: на глубине 120 м находится плато размерностью 6 км × 3 км с пиком на глубине 55 м.

## Ассоциации с Атлантидой
Подводная гора Ампер связана с псевдонаучными поисками мифического континента Атлантиды. Начало данной ассоциации положили фотографии подводной горы Ампер, сделанные в марте 1974 года в ходе океанографической экспедиции советского научно-исследовательского судна «Академик Петровский» по изучению дна Атлантического океана. По заявлению руководителя экспедиции А. Аксёнова, на фотографиях были видны останки стен и лестниц, возможно связанных с Атлантидой[прояснить]:

На одной из них изображены восемь камней — четыре квадратных и четыре круглых, выстроенных в линию длиной около трёх с половиной или четырёх футов[прояснить] <…> Специалисты, которые её осмотрели, говорят, что это типичная стена из древности. На второй фотографии изображены три равномерно расположенных камня по краю, и, похоже, это часть лестницы.

Заявление Аксёнова вызвало некоторый общественный резонанс, однако среди западных научных кругов было воспринято скептически. Впоследствии Аксенов заявил, что идентификация изображений как руин была ошибочной. В настоящее время считается, что рельеф вершины горы Ампер имеет исключительно естественное происхождение.
В 1982 году гора была исследована судном «Витязь».